# Story of Your Life
Story of Your Life ist eine erstmals im Jahr 1998 in dem Magazin Starlight erschienene Kurzgeschichte des US-amerikanischen Autors Ted Chiang. Die deutsche Übersetzung Geschichte deines Lebens erschien 2011 in einer fünf Werke umfassenden Kurzgeschichtensammlung mit dem Titel Die Hölle ist die Abwesenheit Gottes im Golkonda-Verlag. Die Kurzgeschichte ist dem Genre der Science-Fiction und dort dem Subgenre der Erstkontakt-Geschichten zuzuordnen.

## Handlung
Die in der ersten Person erzählte Geschichte besteht aus einer Rahmenhandlung in Gestalt der Erstkontakt-Erzählung und einem eingebetteten zweiten Erzählstrang, in dem sich die Erzählerin an ihre künftige Tochter richtet, die als junge Erwachsene bei einer Klettertour in den Bergen ums Leben kommen wird. Die Rahmenhandlung ist in der Vergangenheitsform verfasst, der zweite Erzählstrang im Futur II.

### Rahmenhandlung
Außerirdische Raumschiffe beziehen in der Erdumlaufbahn Stellung. Die Außerirdischen lehnen es ab, persönlich mit der Menschheit in Kontakt zu treten. Stattdessen werden an verschiedenen Orten auf der Erde „Spiegel“ genannte Vorrichtungen platziert, durch die Bild- und Tonsignale direkt zwischen den Raumschiffen und der Erde übertragen werden können. Es werden Teams jeweils aus einem Naturwissenschaftler und einem Linguisten gebildet, die mit den Außerirdischen durch diese Vorrichtungen kommunizieren sollen. Eines der amerikanischen Teams besteht aus dem Physiker Gary Donelly und der Linguistin Louise Banks, der Protagonistin und Erzählerin der Geschichte.
Die Kommunikation mit den Außerirdischen, die wegen ihrer sieben flexiblen Gliedmaßen Heptapoden (Siebenfüßler) genannt werden, gestaltet sich zunächst sehr schwierig. Zwar kommunizieren diese ebenfalls über modulierte Schallwellen, jedoch können die von ihnen erzeugten Laute von Menschen nicht nachgeahmt werden. Banks beschließt, auf die Schriftsprache der Außerirdischen auszuweichen. Diese ist logographisch, wobei jedes der äußerst komplexen Zeichen nicht nur für ein Wort steht, sondern vollständige Aussagen umfasst. Mit enormem Aufwand gelingt es Banks, sich nach und nach die Schriftsprache anzueignen. Parallel erwirbt sie ein immer tieferes Verständnis der Denkart der Heptapoden (siehe Sapir-Whorf-Hypothese). Es stellt sich heraus, dass die Heptapoden die Zeit nicht als linear und einseitig in die Zukunft gerichtet wahrnehmen, sondern als ungerichtet, wobei sie in der Lage sind, sich an die Zukunft ebenso wie an die Vergangenheit zu „erinnern“. Die Heptapoden begreifen Ereignisse nicht von ihrem Beginn her als Ursache-Wirkungs-Beziehungen, sondern eher teleologisch von ihrem Ende her. Der Autor Ted Chiang verdeutlicht dies am Beispiel des Fermatschen Prinzips. 
Der Zweck der Kontaktaufnahme wird niemals völlig klar. Es scheint den Außerirdischen in erster Linie um die Gewinnung von allgemeinen Informationen über die menschliche Spezies zu gehen. Der erhoffte Wissenstransfer von den Außerirdischen in Richtung Menschheit findet niemals statt. Am Ende verlassen die Außerirdischen die Erde, ohne dass die Menschheit neue wissenschaftliche oder technologische Erkenntnisse gewinnen konnte.

### Zweiter Erzählstrang
Banks dringt so tief in die Denkungsart der Heptapoden ein, dass sie sich diese aneignet und folglich ebenfalls die Fähigkeit erwirbt, sich an die Zukunft zu erinnern. Diese Fähigkeit versetzt sie in die Lage, sich an ihre zum Zeitpunkt der Rahmenhandlung noch ungeborene Tochter zu „erinnern“, deren Vater ihr Teamkollege Gary Donelly sein wird. In dem zweiten Erzählstrang schildert sie wichtige Momente des Lebens mit ihrer Tochter, bis hin zu deren gewaltsamem Tod in den Bergen. Die von den Heptapoden erworbene Fähigkeit wirft tiefgreifende philosophische Fragen auf und scheint zu Paradoxa zu führen. Banks begreift, dass mit der Fähigkeit, sich an die Zukunft zu erinnern, eine grundlegend affirmative Lebenseinstellung einhergeht: Jedes gesprochene Wort, jede Handlung sind bereits bekannt und müssen nur noch exakt in der „erinnerten“ Form verwirklicht werden. Banks wird daher ihre Tochter bekommen, trotz des großen Leids, das deren Tod ihr verursachen wird.

## Verfilmung
Der Film Arrival basiert auf dieser Kurzgeschichte. 

## Auszeichnungen
Geschichte deines Lebens wurde mit dem Nebula Award und dem Sturgeon Award ausgezeichnet.

## Deutsche Ausgabe
- Die Hölle ist die Abwesenheit Gottes (Übersetzungen von Tower of Babylon, Story of Your Life, Hell Is the Absence of God, The Merchant and the Alchemist’s Gate und Exhalation von molosovsky; Kurd-Laßwitz-Preis 2013 als Bestes ausländisches Werk), Golkonda-Verlag, 2011, ISBN 978-3-942396-12-7.